# Pyknidiella smołowa
Pyknidiella smołowa (Sarea resinae (Fr.) Kuntze) – gatunek grzybów należący do rodziny Sareaceae. Zaliczany jest do porostów.

## Systematyka i nazewnictwo
Pozycja w klasyfikacji według Index Fungorum: Sarea, Sareaceae, Sareales, Incertae sedis, Sareomycetes, Pezizomycotina, Ascomycota, Fungi.
Po raz pierwszy opisał go w 1815 r. Elias Fries, nadając mu nazwę Lecidea resinae. Obecną nazwę nadał mu Otto Kuntze w 1898 r.
Ma około 30 synonimów. Niektóre z nich:

- Pycnidiella resinae (Ehrenb.) Höhn. 1915
- Sarea resinae var. laricis Engelbert & J.Aug. Schmitt 2020
- Sarea resinae var. laricis Engelbert & J.Aug. Schmitt 2022
- Zythia resinae (Fr.) P. Karst. 1890

Nazwa polska według W. Fałtynowicza (dla synonimu Pycnidiella resinae). Jest niespójna z aktualną nazwą naukową.

## Morfologia
Nie tworzy plechy. Na powierzchni podkładek, pojedynczo lub w grupach wyrastają pyknidia o średnicy 0,1–0,5 mm, często zmieszane z apotecjami. Są kuliste, bladopomarańczowe lub cielistoróżowe, ich ściany zbudowane są z przeplatających się strzępek o średnicy 5 μm, ściany mają nierówną grubość i czasami są pofałdowane, co daje wygląd wielokomorowy. Ostiole początkowo brodawkowate, z wiekiem powiększają się. Konidiofory szkliste, krótkie, czasem rozgałęzione i przedzielone u podstawy, z 1–3 komórkami konidiotwórczymi. Komórki konidiotwórcze 7–15 × 1,5–2,5 μm, cylindryczne, lekko zwężające się, szkliste, okresowo proliferujące. Konidia liczne, tworzące zwartą galaretowatą masę o średnicy 2–3 μm, w dojrzałości kuliste, w młodym wieku kanciaste wskutek zagęszczenia, szkliste, bezprzegrodowe, gładkie i raczej grubościenne, wytłaczane z konidiomu w postaci kremowej kropli.
Apotecja o średnicy 0,5–1,5 mm, rozproszone na powierzchni podkładki, siedzące lub z krótkim trzonkiem, jasnopomarańczowe. Tarczka owocnika z wiekiem staje się wypukła, w stanie świeżym galaretowata, w stanie suchym woskowata. Ekscypulum o grubości do 100 µm, zbudowane z promieniście ułożonych, krótkokomórkowych, szklistych strzępek o średnicy 3–4 µm. zanurzone w galaretowatej matrycy, zewnętrzna krawędź i nabłonek inkrustowane pomarańczowymi granulkami. Subhymenium grube, galaretowate, prawie pseudomiąższowe, szkliste. Parafizy o średnicy 1,5–2 µm, liczne, nitkowate, septowane, otoczone galaretowatą matrycą, wierzchołki z pomarańczowymi granulkami tworzącymi warstwę nabłonkową. Hymenium o wysokości 80–100 μm, w jodzie słabo niebieskie. Worki 80–100 × 15–20 µm, maczugowate, z grubą ścianką wewnętrzną w jodzie barwiącą się na niebiesko, z wierzchołkowym kapeluszem z szerokimi porami i zewnętrzną warstwą galaretowatą, również pod wpływem jodu barwiące się na niebiesko. Askospory liczne, o średnicy 2–3 µm, kuliste, bezprzegrodowe, szkliste, o gładkich ściankach, bez galaretowatej otoczki i epispory.
Na żywicy mogą występować sarea bursztynowa Sarea difformis i Claussenomyces olivaceus, oba mają znacznie ciemniejsze apotecje. Worki Sarea resinae są nieco większe, a parafizy węższe niż u Sarea difformis, ale najłatwiejszą do odróżnienia cechą są grubościenne konidia u Sarea resinae. Claussenomyces ma worki barwiące się w jodzie, wyraźnie rozgałęzione parafizy i askospory, które mogą przechodzić w formę septowaną lub murkowatą.

## Występowanie i siedlisko
Występuje w Ameryce Północnej, Europie, Azji i na Nowej Zelandii. W Europie występuje na całym obszarze z wyjątkiem Europy Południowo-wschodniej. W Polsce W. Fałtynowicz w 2003 r. przytoczył około 10 stanowisk.
Występuje na żywicy świerkowej.